# Anni 1910
Gli anni 1910, comunemente chiamati anni Dieci, sono il decennio che comprende gli anni dal 1910 al 1919 inclusi.

## Eventi, invenzioni e scoperte

### 1910
- Inizia la Rivoluzione messicana.

### 1911
- Conquista di Ciudad Juárez da parte dell'esercito rivoluzionario di Pancho Villa, durante la Rivoluzione messicana.
- Muore a Vienna dopo una lunga malattia il grande compositore Gustav Mahler.
- Seconda crisi marocchina (Crisi di Agadir)
- Ernest Rutherford elabora il primo modello di atomo con nucleo centrale.
- Scoppia la guerra italo-turca per il possesso della Libia.

### 1912

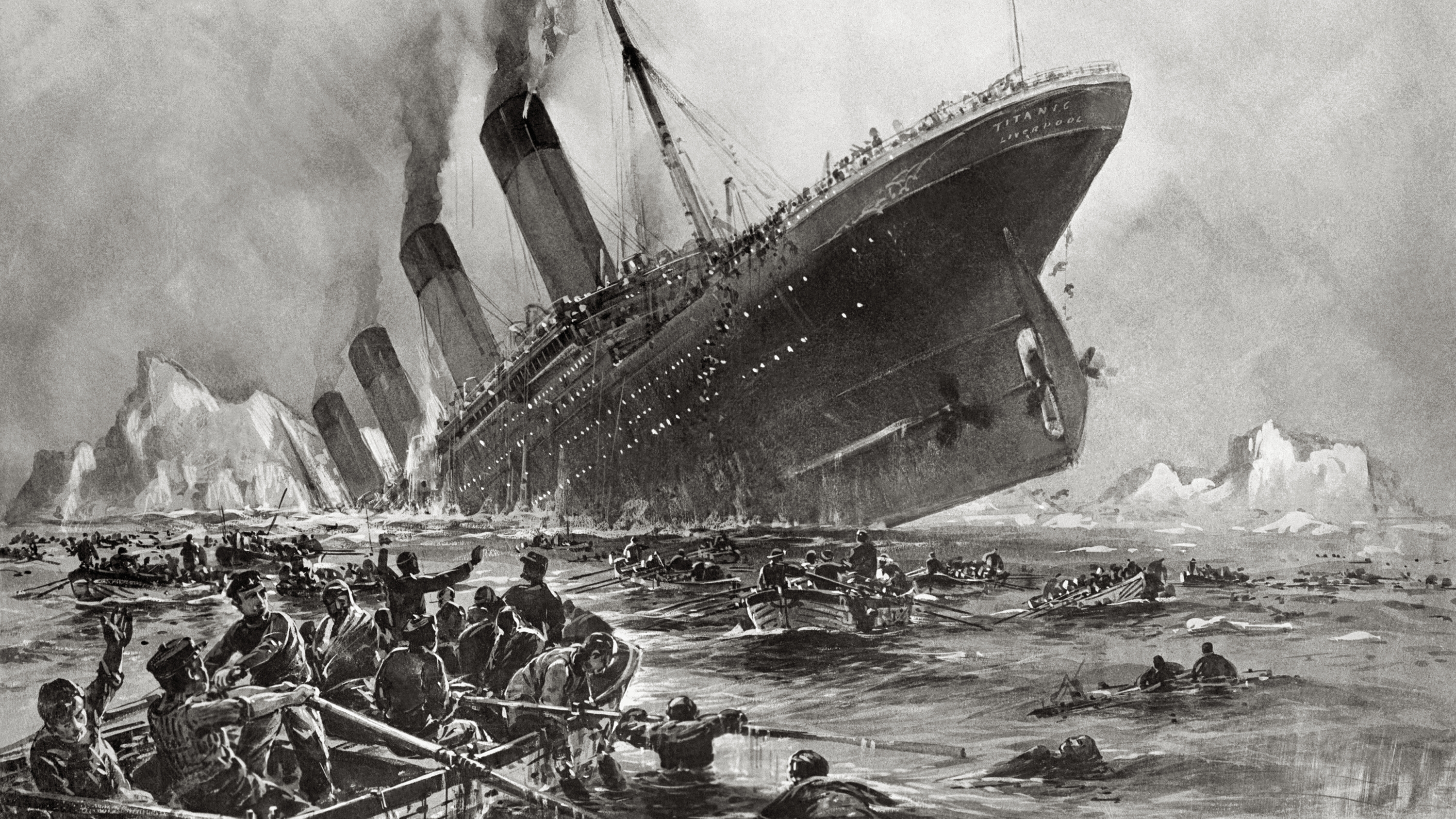
L'affondamento del Titanic nel 1912

- 15 aprile: dopo essere entrato in collisione con un iceberg, il transatlantico Titanic affonda in meno di tre ore, portando con sé circa 1 500 persone perlopiù di 3ª classe, risparmiandone circa 705. Tutti i superstiti del più famoso naufragio dell'epoca vengono tratti in salvo dalle scialuppe dal Carpathia.
- Oltre un milione di minatori del Galles incrociano le braccia in un gigantesco sciopero generale.
- 28 novembre: nasce la nazione albanese.
- 8 ottobre: inizia la Prima guerra balcanica.
- Alfred Lothar Wegener formula la teoria della deriva dei continenti.

### 1913
- Assedio di Adrianopoli, nell'ottobre dello stesso anno.
- Il 16 giugno scoppia la Seconda guerra balcanica.
- Prima a Parigi, il 29 maggio, de La sagra della primavera di Igor Stravinskij.

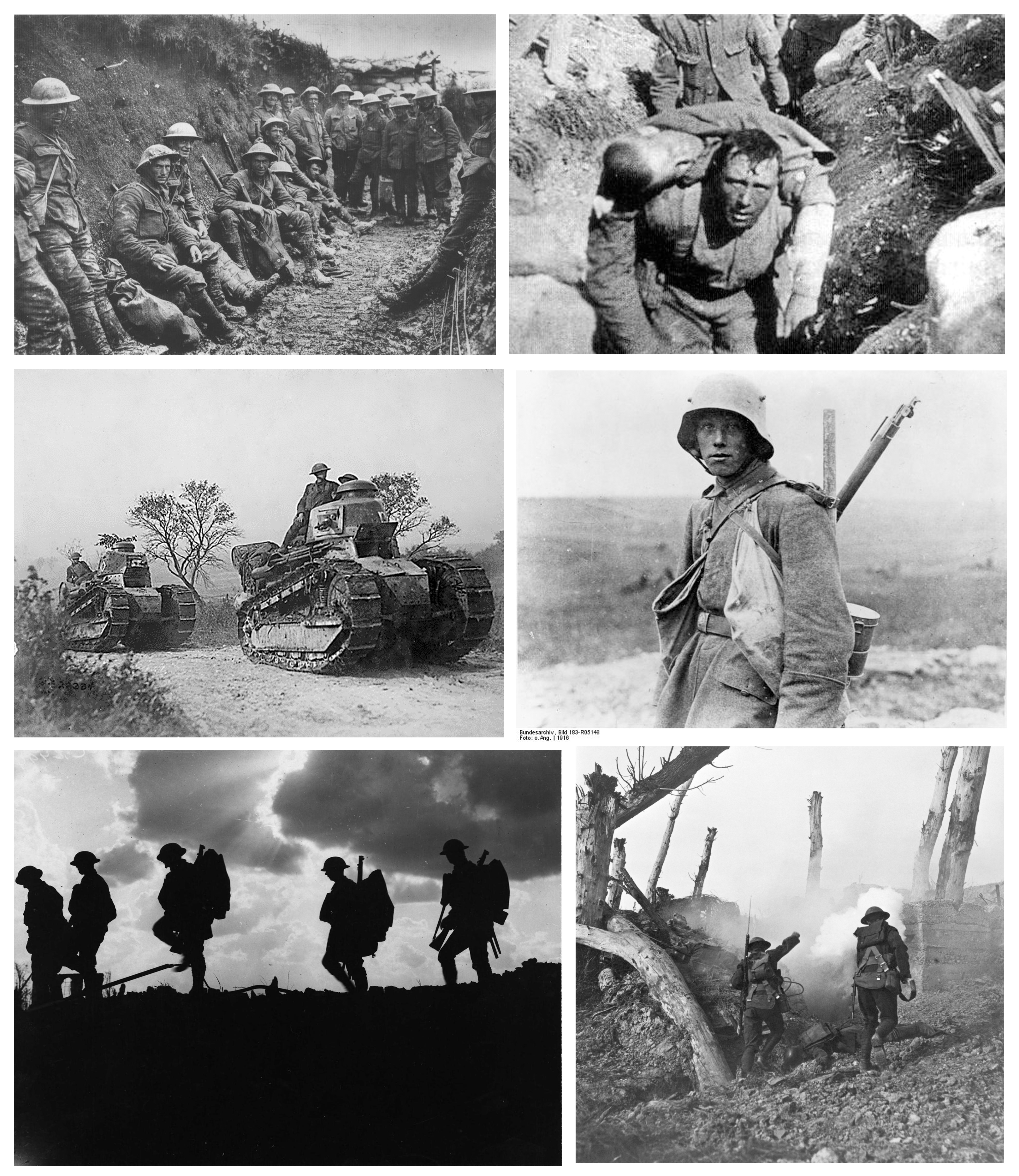
Immagini della prima guerra mondiale nel 1914.

### 1914
- 28 giugno: l'arciduca Francesco Ferdinando, erede al trono dell'Impero austro-ungarico, rimane ucciso assieme alla moglie in un attentato a Sarajevo, per mano dell'indipendentista serbo Gavrilo Princip.
- 28 luglio: inizia la prima guerra mondiale.
- Viene assemblata la prima macchina fotografica a 35 mm.

### 1915
- 24 maggio: l'Italia entra in guerra a fianco di Francia e Gran Bretagna
- Il Lusitania, una nave della Cunard Line sorella del Mauretania in competizione con il Titanic, Olympic e Britannic, viene affondata da un sottomarino tedesco.
- All'inizio dell'anno una forte scossa sismica del 7º della scala Richter colpisce la Marsica, regione interna dell'Abruzzo, distruggendo diverse località, tra le quali Avezzano, e causando 30.000 vittime. (Terremoto della Marsica)

### 1916
- 11 maggio: Albert Einstein pubblica la teoria della relatività generale.
- 21 novembre: il Britannic, nave sorella del Titanic, viene affondato da una mina tedesca nonostante portasse con evidenza i segni di una nave ospedale. Ora si trova sul fondo del Mar Egeo quasi spezzata in due senza alcuna speranza di riportarla alla luce.
- Dublino: ad aprile inizia la "Insurrezione di Pasqua"
- L'inglese William Tritton inventa il Carro armato.

### 1917
- Aprile: Gli Stati Uniti entrano in guerra a fianco dell'Intesa.
- 7 novembre: inizia la Rivoluzione Russa.

### 1918
- A Ekaterinburg il 17 luglio lo zar Nicola II e la famiglia sono assassinati dai bolscevichi.
- Il 4 novembre l'Austria-Ungheria firma l'armistizio con l'Italia dopo la vittoria italiana a Vittorio Veneto.
- L'11 novembre la Germania firma l'armistizio con gli Alleati, finisce la prima guerra mondiale.
- L'Austria e la Gran Bretagna consentono il diritto di voto alle donne.
- Si diffonde in Europa e in America la terribile influenza spagnola, che farà milioni di vittime in tutto il mondo; tra quelle illustri, Guillaume Apollinaire, Egon Schiele e Gustav Klimt.

### 1919
- Trattato di Versailles che sancisce le condizioni imposte alla Germania dagli Alleati.
- In Europa scoppia la rivolta operaia denominata Biennio Rosso.
- 28 giugno: inizia la Conferenza di Parigi, in seguito alla quale nasce la Società delle Nazioni su iniziativa del presidente USA Wilson.
- A Milano nasce il movimento politico dei Fasci italiani di combattimento su iniziativa di Benito Mussolini.

## Personaggi
- Pancho Villa
- Emiliano Zapata
- Thomas Woodrow Wilson
- Nicola II di Russia
- Guglielmo II di Germania
- Francesco Giuseppe I d'Austria
- Francesco Ferdinando d'Asburgo-Este
- Raymond Poincaré
- Lenin